# Robolympics
De Robolympics is een wedstrijd voor robots die voor het eerst op 20 maart en 21 maart 2004 gehouden werd. Net als in de Olympische Spelen zijn er meerdere categorieën waarin de deelnemers kunnen deelnemen. Naast de van TV bekende "Robot wars" wedstrijden zijn er "Sumo", Lego, Voetbal wedstrijden. 
Deelnemers uit 11 landen doen mee in 34 categorieën, 173 teams met 414 robotten en 547 mensen.

## Categorieën
- Robot Soccer
  - Micro (wheeled)
  - Humanoid
- Sumo
  - 3kg - auto
  - 3kg - R/C
  - 500g Mini-sumo
  - 100g Micro-sumo
  - 25g Nano-sumo
- Open
  - Fire-Fighting
  - Maze Solving
  - Walker Challenge
  - The Line Slalom
  - Ribbon Climber
  - Lego Challenge
  - Lego Open (open judging)
  - Best of Show (open judging)
- BEAM
  - Speeder
  - Photovore
- Combat
  - 340 lbs
  - 220 lbs
  - 120 lbs
  - 60 lbs
  - 30 lbs
  - 12 lbs
  - 3 lbs
  - 1 lb
- Robo-One
  - Wrestling
  - Agility/FreeForm
  - Biped Race
- Junior League (deelnemers jonger dan 18)
  - Woots & Snarks
  - 500 g Sumo
  - 120 lb combat
  - Lego Challenge
  - Lego Open (open judging)
  - Best of Show